# Шингарино
Шингарино — село Ковылкинского района Республики Мордовия в составе Шингаринского сельского поселения. 

## География
Находится на расстоянии примерно 5 километров по прямой на север от районного центра города Ковылкино.

## История
Основано в первой трети XVII века. Упоминается в 1632 года. В 1869 году было учтена как казенная деревня Краснослободского уезда из 26 дворов.

## Население
Постоянное население составляло 203 человека (мордва-мокша 90%) в 2002 году, 179 в 2010 году .